# Horváth Ágnes (politikus)
Horváth Ágnes (Budapest, 1973. szeptember 11. –) magyar orvos és politikus. 2006. július 1-jén a második Gyurcsány-kormány Egészségügyi Minisztériumának államtitkára lett, 2007. április 23-ától 2008. április 30-áig második egészségügyi minisztere. Hivatali ideje  alatt a 20 legismertebb vezető beosztású magyar politikus közül a legnépszerűtlenebb volt.

## Életpályája
1997-ben végezte el a Semmelweis Ignác Orvostudományi Egyetemet. Az általános orvosi diploma megszerzése után 1998-2001 között a Budapesti Közgazdaságtudományi és Államigazgatási Egyetem Posztgraduális Gazdasági Szakára járt, közgazdasági szakokleveles orvosképzésre.
1997 és 1999 között az Országos Sportegészségügyi Intézetben dolgozott tudományos segédmunkatársként. 1999–2002 között az Országos Egészségbiztosítási Pénztár Nemzetközi és Pénzbeli Ellátási Főosztályának tudományos munkatársa volt. Az EGIS Gyógyszergyár Zrt. termékportfólió fejlesztési osztálya után a Vasútegészségügyi Kht-ben szakmai főtanácsadó, minőségirányítási vezető. 2003–2004 között az Országos Egészségbiztosítási Pénztár megbízott főosztályvezetője volt. 2004 decemberétől a Misszió Egészségügyi Központ Kht. ügyvezető igazgatója.
2000–2002 között az EUMASS (European Union of Medicine in Assurance and Social Security) tanácsának tagja volt. 2006. július 1-jétől a második Gyurcsány-kormány Egészségügyi Minisztériumának államtitkára, 2007. április 23-ától 2008. április 30-áig második egészségügyi minisztere. Négy nyelven beszél: angolul felsőfokon, spanyolul, németül és oroszul középfokon.
2007-ben bejelentette, hogy belép a Szabad Demokraták Szövetségébe. Ugyanebben az évben, az OPNI bezárásának és egyes nyilatkozatoknak kapcsán, felvetődött a szcientológiai egyházzal való kapcsolata, amit a miniszter tagadott.
Közéleti tevékenységét a hagyományos családi szerepvállalással tervezte médiafigyelmet kiváltó módon összhangba hozni, de az MSZP-SZDSZ koalíció szempontjából súlyos 2008-as népszavazási vereség után Gyurcsány Ferenc miniszterelnök 2008. március 31-én április 30-ai hatállyal felmentette a minisztert.